# Ліново (Ґолдапський повіт)
Ліново (пол. Linowo, нім. Linnawen) — село в Польщі, у гміні Дубенінки Ґолдапського повіту Вармінсько-Мазурського воєводства.
Населення — 59 осіб (2011).
У 1975—1998 роках село належало до Сувальського воєводства.

## Демографія
Демографічна структура станом на 31 березня 2011 року:
|          | Загалом | Допрацездатний вік | Працездатний вік | Постпрацездатний вік |
| -------- | ------- | ------------------ | ---------------- | -------------------- |
| Чоловіки | 31      | 6                  | 21               | 4                    |
| Жінки    | 28      | 6                  | 14               | 8                    |
| Разом    | 59      | 12                 | 35               | 12                   |